# Shleep
Az 1997-es Shleep Robert Wyatt nyolcadik nagylemeze. Az albumon különböző műfajok képviselői játszanak. Az album szerepel az 1001 lemez, amit hallanod kell, mielőtt meghalsz című könyvben.

## Az album dalai
|     | Cím                                              | Szerző(k)                   | Hossz |
| --- | ------------------------------------------------ | --------------------------- | ----- |
| 1.  | Heaps of Sheeps                                  | Robert Wyatt, Alfreda Benge | 4:56  |
| 2.  | The Duchess                                      | Wyatt                       | 4:18  |
| 3.  | Maryan                                           | Wyatt, Philip Catherine     | 6:11  |
| 4.  | Was a Friend                                     | Wyatt, Hugh Hopper          | 6:09  |
| 5.  | Free Will and Testament                          | Wyatt, Mark Kramer          | 4:13  |
| 6.  | September the Ninth                              | Wyatt, Benge                | 6:41  |
| 7.  | Alien                                            | Wyatt, Benge                | 6:47  |
| 8.  | Out of Season                                    | Wyatt, Benge                | 2:32  |
| 9.  | A Sunday in Madrid                               | Wyatt, Benge                | 4:41  |
| 10. | Blues in Bob Minor                               | Wyatt                       | 5:46  |
| 11. | The Whole Point of No Return                     | Paul Weller                 | 1:25  |
| 12. | September in the Rain (bónuszdal az új kiadáson) | Wyatt, Benge                | 2:31  |

## Közreműködők
- Gary Azukx – djembe
- Alfreda Benge – a kísértet hangja, kórus
- Philip Catherine – gitár
- Brian Eno – szintetizátor, szintetizált basszus, kórus
- Jamie Johnson – gitár, kórus
- Phil Manzanera – gitár
- Chucho Merchan – basszusgitár, nagybőgő, basszusdob, ütőhangszerek
- Evan Parker – szopránszaxofon, tenorszaxofon
- Charles Rees – kórus
- Chikako Sato – hegedű
- Paul Weller – gitár, vokál
- Annie Whitehead – harsona
- Robert Wyatt – ének, billentyűk, basszusgitár, hegedű, trombita, ütőhangszerek, kórus

## Fordítás
Ez a szócikk részben vagy egészben a Shleep című angol Wikipédia-szócikk ezen változatának fordításán alapul.  Az eredeti cikk szerkesztőit annak laptörténete sorolja fel. Ez a jelzés csupán a megfogalmazás eredetét és a szerzői jogokat jelzi, nem szolgál a cikkben szereplő információk forrásmegjelöléseként.